# Los Angeles Opera

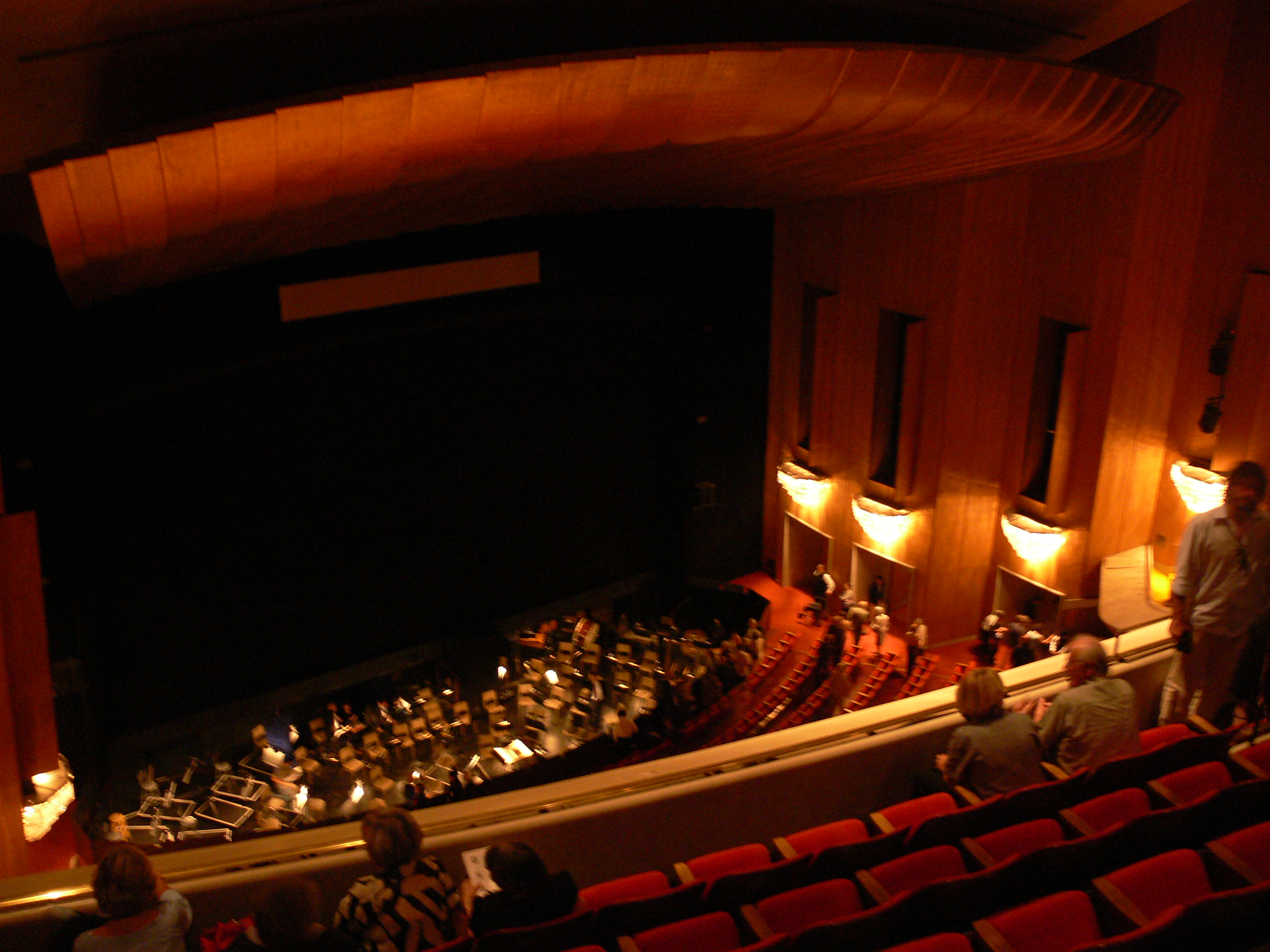
Interno del Chandler Pavilion Auditorium nel 2008

La Los Angeles Opera è una compagnia d'opera americana di Los Angeles, California. È la quarta più grande compagnia d'opera negli Stati Uniti. Sede della compagnia è il Dorothy Chandler Pavilion, una parte del Los Angeles Music Center.

## Direzione
Il tenore spagnolo e direttore d'orchestra Plácido Domingo è stato Direttore Generale della LA Opera dal 2003. Fino ad oggi ha cantato 27 ruoli diversi con la compagnia, tra cui, recentemente, il ruolo del protagonista, come baritono, nel Gianni Schicchi di Giacomo Puccini (settembre 2015), nonché Giorgio Germont ne La traviata di Giuseppe Verdi, Athanaël in Thaïs di Jules Massenet, Francesco Foscari in I due Foscari di Verdi, Pablo Neruda ne Il Postino di Daniel Catan, Siegmund in La Valchiria, Vidal Hernando in Luisa Fernanda e il ruolo del protagonista in Simon Boccanegra, Tamerlano, Idomeneo e Parsifal. Ha anche diretto 16 differenti opere e numerosi concerti con la compagnia.
Il direttore d'orchestra americano James Conlon fu direttore musicale dal 2006, succedendo a Kent Nagano, che deteneva il titolo ufficiale di "Direttore principale" nel periodo 2001-2003 e poi divenne Direttore musicale. Fino ad oggi, il Maestro Conlon ha diretto 46 opere diverse per la LA Opera, oltre a numerosi concerti.
Christopher Koelsch è stato Presidente e Amministratore Delegato della LA Opera dal 2012. In precedenza aveva ricoperto la carica di Vice Presidente Senior e Chief Operating Officer dal 2010, dopo essere stato Vice Presidente per la Pianificazione artistica. È il primo residente a Los Angeles per tutto l'anno, a guidare la LA Opera dal 2007.
Grant Gershon divenne Direttore Residente a partire dalla stagione 2012-13, dopo aver in precedenza lavorato come Direttore associato/Maestro del Coro dal 2007. Direttori residenti precedenti erano stati William Vendice, capo dello Staff Musicale/Maestro del Coro 1995-2007 e Randall Behr, Direttore Residente, Maestro del Coro e responsabile dello Staff Musicale 1988-1995.

## Storia
La LA Opera (anche nota come Los Angeles Opera), che venne inaugurata nel 1986 con una produzione dell'Otello di Verdi interpretato da Placido Domingo, affonda le sue radici nella Los Angeles Civic Grand Opera, che a sua volta era stata costituita nel 1948. All'epoca metteva in scena le produzioni in una chiesa situata a Beverly Hills fino al 1950, finanziata dal produttore di mobili Francesco Pace. Più tardi Carol F. Henry, che era stato il Presidente del Consiglio fin dal 2005, iniziò il volontariato per la Los Angeles Opera League nel 1981. Poco dopo la sua terza produzione al Dorothy Chandler Pavilion, la compagnia abbandonò i propri progetti di produzione e ricreò se stessa come Music Center Opera Association, portando le opere dalle altre città al Music center, in particolare dalla San Francisco Opera e dalla New York City Opera. La San Francisco Opera iniziò presentando le produzioni a Los Angeles nel 1937 e continuò a farlo ogni autunno fino al 1969. la New York City Opera portò le sue produzioni a Los Angeles ogni autunno dal 1966 al 1982.
Nel 1984 il Music Center Opera Association assunse Peter Hemmings e gli diede il compito di creare una compagnia d'opera locale che avrebbe ancora una volta presentato le proprie produzioni. Ciò condusse alla formazione della Los Angeles Opera. Hemmings si dimise da direttore generale nel 2000 e Plácido Domingo assunse il comando della compagnia la stagione successiva. (In realtà Domingo aveva partecipato alla realizzazione della compagnia, dopo essere stato suo consulente artistico dal 1984.) Nel novembre 2001 Edgar Baitzel fu nominato direttore delle operazioni artistiche. Baitzel fu poi fatto direttore artistico della compagnia nel maggio 2003 e quindi suo responsabile operativo nel febbraio 2006. Baitzel morì nel marzo 2007. Nel settembre 2012 Christopher Koelsch fu nominato Presidente e responsabile esecutivo. In precedenza aveva ricoperto la carica di Vice Presidente senior e responsabile operativo dal 2010, dopo aver prestato servizio come Vice Presidente per la pianificazione artistica.

## Produzioni di repertorio non tradizionale
La compagnia offre produzioni del repertorio operistico tradizionale, così come opere nuove e raramente messe in scena. Nel 2015, la Los Angeles Opera ha presentato una nuova produzione di "The Ghosts of Versailles" di John Corigliano, la prima grande messa in scena negli Stati Uniti di questa opera in 20 anni. Nel 2014, Renée Fleming si è esibita in una produzione di André Previn "Un tram che si chiama desiderio".
Nel 2003, ha presentato la prima mondiale dell'opera Nicholas e Alexandra, con musica composta da Deborah Drattell e testo di Nicholas von Hoffman. La stagione 2010-2011 si apre con la prima mondiale dell'opera di Daniel Catán basato sul film drammatico Il Postino (1994), con Domingo nel ruolo del poeta Pablo Neruda, Charles Castronovo nel ruolo del protagonista e Grant Gershon direttore.
La compagnia si è anche spesso rivolta al mondo del cinema per i direttori delle sue produzioni. Durante la stagione 2001-2002, è montò una produzione del Lohengrin di Wagner, diretto dall'attore austriaco Maximilian Schell e una doppia partitura de Il castello di Barbablù di Béla Bartók e del Gianni Schicchi di Puccini, diretto dal regista William Friedkin. Garry Marshall ha diretto il suo adattamento de La Grande-Duchesse de Gérolstein di Jacques Offenbach, nel 2005. Friedkin tornò a dirigere Ariadne auf Naxos di Richard Strauss nel 2004 e nel 2008, le prime due parti de il Trittico di Puccini, Il tabarro e Suor Angelica, una produzione questa che presentò anche Woody Allen facendo il suo debutto operistico con la messa in scena di Gianni Schicchi.
Momenti culminanti degli ultimi dieci anni hanno incluso Rise and Fall of the City of Mahagonny di Kurt Weill, interpretata da Anthony Dean Griffey, Audra McDonald e Patti LuPone, Il turco in Italia di Rossini, interpretato da Nino Machaidze, Simone Alberghini, Paolo Gavanelli e Thomas Allen, e tre grandi opere Benjamin Britten: Il giro di vite, interpretato da Patricia Racette, Albert Herring interpretato da Alek Shrader nel ruolo del protagonista, con Janis Kelly e Christine Brewer che condividono il ruolo di Lady Billows, e Billy Budd, interpretato da Liam Bonner, Richard Croft e Greer Grimsley.

## Artisti ospiti importanti
Altri ospiti frequenti e importanti della compagnia sono stati Samuel Ramey, Violeta Urmana, Hildegard Behrens, Denyce Graves, Frederica von Stade, Sumi Jo, Deborah Voigt, James Morris, Rod Gilfry, Jennifer Larmore, Maria Ewing, Susan Graham e Ferruccio Furlanetto.

## Programmi e caratteristiche della compagnia

### Il progetto "Voci ritrovate"
Il progetto pluriennale della società, iniziato durante la stagione 2006-2007, è dedicato alla presentazione di opere poco conosciute della generazione perduta di compositori la cui vite e carriere furono falciate via dal Terzo Reich. Fino ad oggi, la compagnia ha presentato Eine florentinische Tragödie (Una tragedia italiana) di Alexander von Zemlinsky e Der Zwerg (Il nano), l'anteprima americana de Der Zerbrochne Krug (La brocca rotta) di Viktor Ullmann, Die Vogel (Gli uccelli) di Walter Braunfels e la prima degli Stati Uniti di Die Gezeichneten (Lo Stigmatizzato) di Franz Schreker, come parte di questa missione, oltre a spettacoli per bambini di Brundibar di Hans Krasa.

### Der Ring des Nibelungen
La compagnia mise in scena la sua prima rappresentazione completa de Der Ring des Nibelungen di Richard Wagner, nell'estate del 2010. Le nuove produzioni di Das Rheingold e Die Walküre furono effettuate nei primi mesi del 2009, seguite da Siegfried (settembre-ottobre 2009) e Götterdämmerung (aprile 2010). Furono prodotti tre cicli completi dal 29 maggio al 26 giugno 2010, accompagnati dal Ring Festival LA, in tutta la città. L'innovativa produzione fu diretta e progettata dall'artista di teatro tedesco Achim Freyer e diretta da James Conlon. Gli artisti principali erano Linda Watson, Vitalij Kowaljow, Michelle DeYoung, Plácido Domingo, John Treleaven, Graham Clark, Richard Paul Fink, Eric Halfvarson, Alan Held e Jennifer Wilson, tra gli altri.
Il festival attirò le critiche del supervisore della Contea di Los Angeles Michael D. Antonovich, il quale sosteneva che l'opera di Wagner era la "colonna sonora dell'Olocausto", un riferimento alla visione antisemita di Wagner. La musica di Wagner veniva suonata dalle guardie nei campi di concentramento attraverso gli altoparlanti.
 Antonovich chiese che la compagnia ampliasse l'ambito del festival per includere altri artisti classici e operistici, mentre la compagnia sosteneva che era stata posta la giusta attenzione per educare i partecipanti al festival riguardo alle idee razziste di Wagner e che ampliare la portata sarebbe stato inopportuno. Con un voto di 3 a 1, gli altri supervisori respinsero la mozione di Antonovich che il Consiglio di vigilanza della Contea di Los Angeles inviasse una lettera alla compagnia per spostare il programma centrale del festival lontano da Wagner.
In seguito, anche a seguito dei costi di produzione del Ring, la compagnia chiese un prestito straordinario $ 14 milioni dal Consiglio delle autorità di vigilanza, a causa della riduzione delle sponsorizzazioni e dei costi crescenti. Il Consiglio approvò il prestito 4-1, con Antonovich dissenziente. Nel gennaio del 2012 LA Opera aveva restituito la metà del prestito, e rimborsò il saldo nel dicembre del 2012.

### Istruzione e sensibilizzazione della Comunità
Per oltre 20 anni, la compagnia ha prodotto una grande varietà di programmi di educazione e di sensibilizzazione progettati per portare l'opera a persone di tutte le provenienze, dai bambini che vivono l'opera per la prima volta fino agli amanti dell'opera esperti di tutte le età. Questi includono "Opere-nella-Scuola", eseguite da e per gli studenti delle scuole elementari; grandi matinée per gli studenti e un'"Opera Camp" estiva per gli studenti della scuola secondaria; programmi di formazione degli insegnanti accreditati; grandi spettacoli gratuiti per le famiglie della comunità; una serie di conferenze popolari ai possessori dei biglietti prima di ogni spettacolo sul palcoscenico; e prove generali aperte per i centri per anziani. Nel 2008, questi programmi furono seguiti dal numero più alto di tutti i tempi di oltre 159.000 studenti, insegnanti e membri della comunità.

## CD
- Corigliano: The Ghosts of Versailles - James Conlon/Patricia Racette/Guanqun Yu/Patti LuPone, Chandos 2016 - Grammy Award for Best Opera Recording 2017

## DVD
- Braunfels: Die Vogel (Los Angeles Opera, 2009) - Desirée Rancatore/James Conlon, Arthaus Musik
- Verdi, Traviata - Conlon/Fleming/Villazón, 2006 Decca
- Weill: Ascesa e caduta della città di Mahagonny - James Conlon/Audra McDonald/Patti LuPone/Donnie Ray Albert, 2007 Euroarts - Grammy Award for Best Opera Recording e Grammy Award al miglior album di musica classica 2009
- Zemlinsky: Der Zwerg / Ullmann: Der zerbrochene Krug (Los Angeles Opera, 2008) - James Conlon, Arthaus Musik